# Hirving Lozano
Hirving Rodrigo Lozano Bahena (Città del Messico, 30 luglio 1995) è un calciatore messicano, attaccante del San Diego e della nazionale messicana.
È cresciuto nel Pachuca, con cui ha vinto un campionato messicano (2016) e una CONCACAF Champions League (2016-2017). Dal 2017 al 2019 ha giocato nel PSV, vincendo un campionato olandese (2017-2018), mentre dal 2019 al 2023 ha vestito la maglia del Napoli, conquistando una Coppa Italia (2019-2020) e un campionato italiano (2022-2023). Nel 2023 ha fatto ritorno al PSV, con cui ha vinto nuovamente l'Eredivisie (2023-2024).
Con la nazionale messicana, di cui è membro fisso dal 2016, ha partecipato a tre edizioni della CONCACAF Nations League (2019-2020, 2022-2023, 2023-2024) e due campionati mondiali (2018, 2022).

## Biografia
Figlio di Ana María Bahena e Jesús Lozano, ha un fratello minore di nome Bryan, anch'egli calciatore; è stato il padre ad aiutare entrambi a coltivare le loro ambizioni sportive. È sposato con Ana Obregon, conosciuta ai tempi del liceo; dal loro matrimonio sono nati due figli, una femmina di nome Daniela e un maschio di nome Rodrigo.

## Caratteristiche tecniche
Soprannominato Chucky, è un'ala sinistra, che può giocare anche sulla fascia destra. Dispone di buona tecnica e visione di gioco, oltre a essere bravo ad attaccare la profondità. Sa trovare la conclusione con entrambi piedi ma predilige l'uso del destro, dispone di un'ottima potenza di tiro che gli consente di essere pericoloso anche da fuori area; è inoltre un abile colpitore di testa.

## Carriera

### Club

#### Gli esordi
Cresciuto nelle giovanili del Pachuca, il 9 febbraio 2014, a 19 anni, esordisce con la maglia del club biancoblù nella massima serie messicana, sostituendo all'83' Jürgen Damm nel match contro l'América e mettendo a segno la rete decisiva per la vittoria dei suoi (0-1). In quattro stagioni disputate in patria totalizza 43 gol in 149 presenze ufficiali, vincendo il campionato di Clausura 2016 e la CONCACAF Champions League 2016-2017.

#### PSV
Il 19 giugno 2017 passa a titolo definitivo al PSV per 8 milioni di euro, firmando un accordo quinquennale. Fa il suo debutto con la nuova maglia il 27 luglio seguente, nella sconfitta casalinga per 0-1 contro i croati dell'Osijek, valida per l'andata del terzo turno preliminare di Europa League. Il successivo 12 agosto gioca invece la sua prima partita in Eredivisie, contro l'AZ Alkmaar in casa, vincendo per 3-2 e mettendo anche a segno il suo primo gol con il club biancorosso. Durante la stagione 2017-2018 realizza 19 reti in 34 presenze, contribuendo in maniera decisiva al trionfo finale del PSV in campionato. Nell'annata seguente conferma il suo ottimo rendimento, realizzando 22 gol in 40 partite disputate.
Il 23 e 30 luglio 2019 gioca da titolare nei due match di qualificazione alla Champions League 2019-2020 contro il Basilea: la prima partita vinta per 3-2 dal PSV in casa, la seconda persa per 2-1 in trasferta, con la conseguente eliminazione degli olandesi dalla competizione. A causa di questa fatale sconfitta, e della volontà del messicano di giocare la Champions League, Lozano entra in contrasto sia con il club biancorosso sia con l'allenatore Mark van Bommel, richiedendo successivamente la cessione. L'11 agosto seguente, nonostante la crisi tra società e calciatore per via della richiesta di trasferimento, Lozano gioca da titolare il match casalingo contro l'ADO Den Haag, uscendo al 50º minuto a causa di un piccolo infortunio al piede; la partita finirà 3-1 a favore dei biancorossi. Questa risulta essere, così, la sua ultima presenza con il club olandese.

#### Napoli

##### 2019-2021

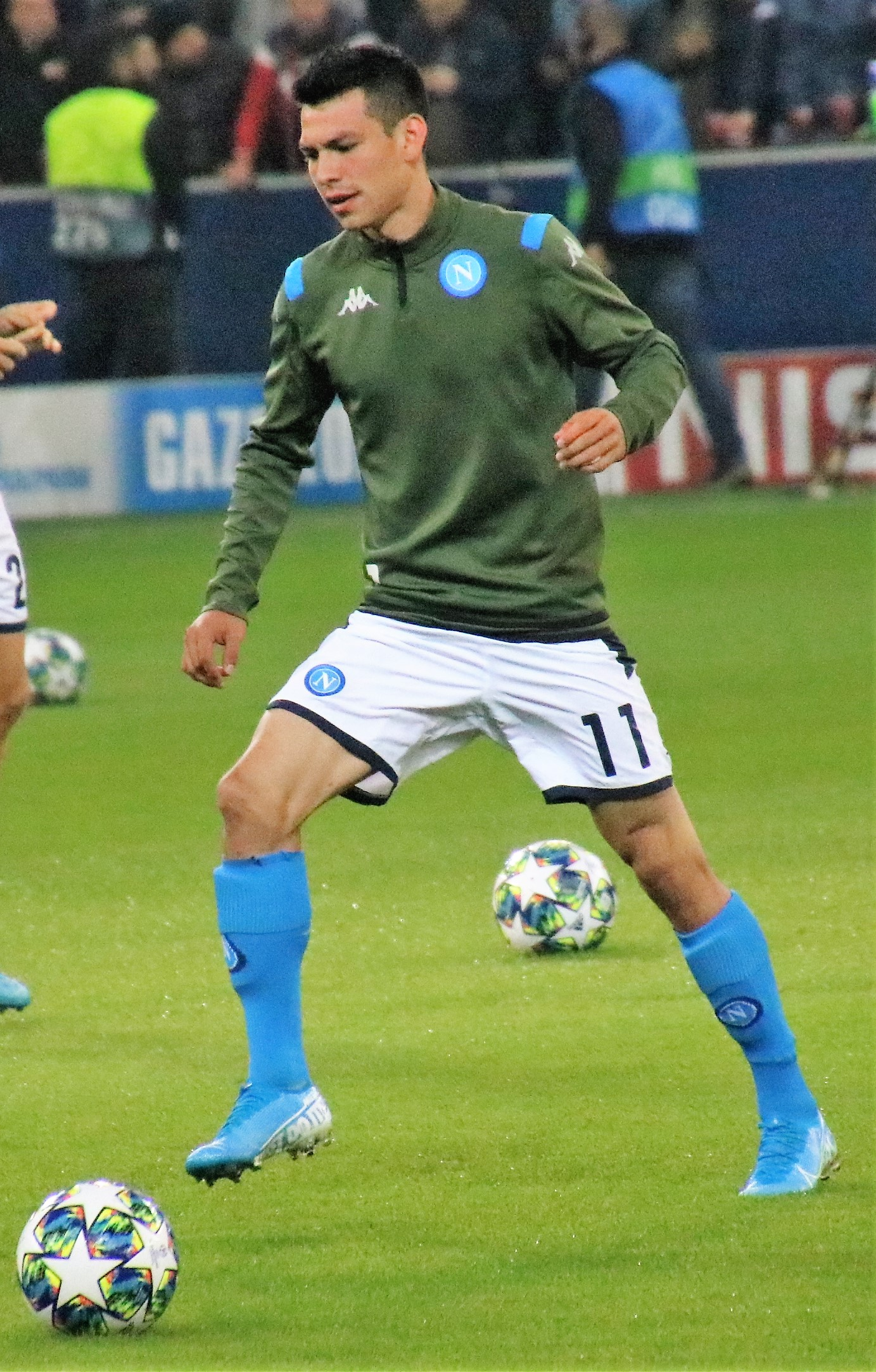
Lozano in riscaldamento con il nel 2019

Il 23 agosto 2019 viene acquistato a titolo definitivo dal Napoli: il costo del trasferimento è pari a 38 milioni di euro più alcuni bonus. Il 31 agosto seguente fa il suo esordio in Serie A nel match esterno contro la Juventus, sostituendo Lorenzo Insigne all'inizio del secondo tempo. Il club torinese, in quel momento, conduce la partita per due reti a zero, ma, dopo una ventina di minuti (e il parziale di 3-1), Lozano in contropiede infila la porta bianconera, portando il match sul momentaneo 3-2 e diventando così il primo calciatore di nazionalità messicana a segnare un gol nel campionato italiano; la partita si concluderà poi con un rocambolesco 4-3 in favore della Vecchia Signora. Il 17 settembre debutta in Champions League con la maglia azzurra nel primo match del girone contro il Liverpool, vinto per 2-0 dai partenopei. A seguito di prestazioni negative e dell'esonero di Carlo Ancelotti, con il conseguente arrivo di Gennaro Gattuso, il suo spazio in campo diminuisce. Alla ripresa del campionato, dopo la sospensione dovuta alla pandemia di COVID-19, vince la Coppa Italia (pur non giocando né il ritorno della semifinale contro l'Inter né la finale contro la Juventus) e torna in campo nel successo per 0-2 contro il Verona, mettendo a segno la seconda rete dei partenopei. Realizza poi, sempre da subentrato, il gol decisivo nel blitz esterno a Marassi contro il Genoa (1-2).
Nella seconda stagione al Napoli, complice la partenza di José Callejón, trova subito spazio, realizzando la sua prima doppietta in Serie A nella vittoria casalinga per 6-0 sul Genoa, alla seconda giornata. Si ripete poi, con un'altra doppietta, il 17 ottobre 2020, nella vittoria per 4-1 contro l'Atalanta. Successivamente va a segno anche in altre occasioni, risultando spesso decisivo con dribbling e ottime giocate. Il 24 gennaio 2021 segna contro il Verona al Bentegodi, realizzando il terzo gol più veloce nella storia della Serie A, nonché il gol più veloce mai realizzato da un calciatore del club partenopeo, a 8 secondi e 95 centesimi dal fischio d’inizio; tuttavia, la rete di Lozano non basta a far vincere gli azzurri, che vengono rimontati e perdono il match per 3-1. Termina la stagione (condizionata anche da un infortunio che ne limita l'impiego tra febbraio e marzo) con 15 gol, di cui 11 in campionato, non riuscendo però a raggiungere né la finale di Coppa Italia, dove i partenopei vengono eliminati in semifinale dall'Atalanta (nonostante la rete del messicano), né il quarto posto, valido per la qualificazione in Champions League.

##### 2021-2023
Confermatosi tra i titolari del Napoli nell'annata 2021-2022, dopo un avvio di stagione un po' stentato, il 17 gennaio 2022 decide con una doppietta il match esterno sul campo del Bologna, valido per la 22ª giornata di Serie A e terminato 2-0 a favore degli azzurri. Chiude la sua terza stagione tra le file dei partenopei con 6 gol in 37 presenze complessive.
Realizza la sua prima rete della stagione 2022-2023 il 9 ottobre, in occasione della vittoria esterna per 4-1 contro la Cremonese, valida per la nona giornata di Serie A. Si ripete nelle due partite successive, contro l'Ajax in Champions League e contro il Bologna in campionato, contribuendo così alla vittoria degli azzurri in entrambi i match. Risulta poi decisivo nella gara casalinga contro l'Empoli dell'8 novembre, valida per la 14ª giornata di Serie A, realizzando un calcio di rigore e fornendo un assist al compagno Piotr Zieliński per la rete del definitivo 2-0. Il 4 maggio 2023, in virtù del pareggio per 1-1 del Napoli contro l'Udinese, si aggiudica lo scudetto, il terzo della storia del club partenopeo, diventando così il primo calciatore messicano della storia ad aggiudicarsi questo titolo.

#### Ritorno al PSV
Il 1º settembre 2023 viene riacquistato a titolo definitivo dal PSV, firmando un contratto quinquennale. Torna in campo con la maglia biancorossa il successivo 16 settembre, subentrando a Noa Lang nel secondo tempo del match casalingo contro il N.E.C., vinto per 4-0 e valido per la quinta giornata di Eredivisie. Nel seguente turno di campionato ritrova il gol con il club olandese, in occasione del successo per 0-4 sul campo dell'Almere City. Il successivo 29 ottobre realizza una tripletta nella vittoria per 5-2 ai danni dell'Ajax. Il 5 maggio 2024, con la vittoria per 4-2 ai danni dello Sparta Rotterdam, il PSV si laurea matematicamente campione d'Olanda: Lozano conquista così il suo secondo titolo olandese, dopo il trionfo nell'annata 2017-2018.

#### San Diego FC
Il 6 giugno 2024 il San Diego, nuovo expansion team della MLS, annuncia l'acquisto di Lozano a partire dal 1º gennaio 2025, facendogli sottoscrivere un contratto di quattro stagioni fino al 31 dicembre 2028. Lozano diventa il primo Designated Player nella storia del club. Il 6 aprile 2025 realizza il suo primo gol con la nuova maglia, in occasione del successo per 3-0 sui Seattle Sounders.

### Nazionale
Partecipa al Campionato nordamericano Under-20 del 2015, contribuendo al successo finale della nazionale messicana con cinque reti, grazie alle quali si aggiudica anche il titolo di capocannoniere del torneo, infatti sigla una rete battendo per 2-0 il Canada, insacca un gol anche contro l'Honduras vincendo per 3-0, un'altra rete riesce a segnarla sconfiggendo per 3-1 l'El Salvador, inoltre è autore di una doppietta vincendo contro Cuba per 9-1. Lo stesso anno prende parte anche al Mondiale Under-20, dove segna un gol nella vittoria per 2-1 ai danni dell'Uruguay.
Esordisce in nazionale maggiore l'11 febbraio 2016, in un'amichevole contro il Senegal. Nella sua seconda presenza con il Messico segna al Canada, in occasione delle qualificazioni ai Mondiali 2018. Viene convocato successivamente per la Copa América Centenario negli Stati Uniti e, nella stessa estate, per le Olimpiadi 2016 in Brasile.
Nella FIFA Confederations Cup 2017 segna il gol del 2-1 sconfiggendo la Russia. Viene convocato anche per i Mondiali 2018, risultando determinante nella prima sfida della nazionale messicana, con il gol decisivo dell'1-0 nella sorprendente vittoria contro la Germania, il 17 giugno.
Dopo non aver disputato la Gold Cup 2019, viene convocato per quella del 2021. Tuttavia, è costretto ad abbandonare la competizione già dopo la prima partita contro Trinidad e Tobago, a seguito di un duro contrasto col portiere avversario Marvin Phillip, in cui rimedia una ferita lacero contusa all'arcata sopraccigliare sinistra.
Nel novembre del 2022 viene inserito dal CT Gerardo Martino nella rosa messicana partecipante ai Mondiali di calcio in Qatar. Scende in campo in tutte e tre i match disputati dal Messico, eliminato nella fase a gironi.

## Statistiche

### Presenze e reti nei club
Statistiche aggiornate al 26 luglio 2025.
| Stagione        | Squadra         | Campionato      | Campionato | Campionato | Coppe nazionali | Coppe nazionali | Coppe nazionali | Coppe continentali | Coppe continentali | Coppe continentali | Altre coppe | Altre coppe | Altre coppe | Totale | Totale |
| Stagione        | Squadra         | Comp            | Pres       | Reti       | Comp            | Pres            | Reti            | Comp               | Pres               | Reti               | Comp        | Pres        | Reti        | Pres   | Reti   |
| --------------- | --------------- | --------------- | ---------- | ---------- | --------------- | --------------- | --------------- | ------------------ | ------------------ | ------------------ | ----------- | ----------- | ----------- | ------ | ------ |
| 2013-2014       | Pachuca         | PD              | 16         | 2          | CM              | 8               | 3               | -                  | -                  | -                  | -           | -           | -           | 24     | 5      |
| 2014-2015       | Pachuca         | PD              | 35         | 7          | CM              | 0               | 0               | CCL                | 5                  | 1                  | -           | -           | -           | 40     | 8      |
| 2015-2016       | Pachuca         | PD              | 40         | 12         | CM              | 7               | 0               | -                  | -                  | -                  | CdC         | 1           | 0           | 48     | 12     |
| 2016-2017       | Pachuca         | PD              | 29         | 10         | CM              | 0               | 0               | CCL                | 8                  | 8                  | -           | -           | -           | 37     | 18     |
| Totale Pachuca  | Totale Pachuca  | Totale Pachuca  | 120        | 31         |                 | 15              | 3               |                    | 13                 | 9                  |             | 1           | 0           | 149    | 43     |
| 2017-2018       | PSV             | ED              | 29         | 17         | CO              | 3               | 2               | UEL                | 2                  | 0                  | -           | -           | -           | 34     | 19     |
| 2018-2019       | PSV             | ED              | 30         | 17         | CO              | 1               | 0               | UCL                | 8                  | 4                  | SO          | 1           | 0           | 40     | 21     |
| ago. 2019       | PSV             | ED              | 1          | 0          | CO              | 0               | 0               | UCL+UEL            | 2+1                | 0                  | SO          | 1           | 0           | 5      | 0      |
| ago. 2019-2020  | Napoli          | A               | 26         | 4          | CI              | 1               | 0               | UCL                | 7                  | 1                  | -           | -           | -           | 34     | 5      |
| 2020-2021       | Napoli          | A               | 32         | 11         | CI              | 4               | 3               | UEL                | 6                  | 1                  | SI          | 1           | 0           | 43     | 15     |
| 2021-2022       | Napoli          | A               | 30         | 5          | CI              | 1               | 0               | UEL                | 6                  | 1                  | -           | -           | -           | 37     | 6      |
| 2022-2023       | Napoli          | A               | 32         | 3          | CI              | 0               | 0               | UCL                | 9                  | 1                  | -           | -           | -           | 41     | 4      |
| Totale Napoli   | Totale Napoli   | Totale Napoli   | 120        | 23         |                 | 6               | 3               |                    | 28                 | 4                  |             | 1           | 0           | 155    | 30     |
| 2023-2024       | PSV             | ED              | 24         | 6          | CO              | 2               | 0               | UCL                | 7                  | 0                  | SO          | -           | -           | 33     | 6      |
| lug.-dic. 2024  | PSV             | ED              | 9          | 4          | CO              | 1               | 1               | UCL                | 2                  | 0                  | SO          | 0           | 0           | 12     | 5      |
| Totale PSV      | Totale PSV      | Totale PSV      | 93         | 44         |                 | 7               | 3               |                    | 22                 | 4                  |             | 2           | 0           | 124    | 51     |
| 2025            | San Diego       | MLS             | 20         | 7          | -               | -               | -               | -                  | -                  | -                  | LC          | -           | -           | 20     | 7      |
| Totale carriera | Totale carriera | Totale carriera | 353        | 105        |                 | 28              | 9               |                    | 63                 | 17                 |             | 4           | 0           | 448    | 131    |

### Cronologia presenze e reti in nazionale
| Cronologia completa delle presenze e delle reti in nazionale ― Messico | Cronologia completa delle presenze e delle reti in nazionale ― Messico | Cronologia completa delle presenze e delle reti in nazionale ― Messico | Cronologia completa delle presenze e delle reti in nazionale ― Messico | Cronologia completa delle presenze e delle reti in nazionale ― Messico | Cronologia completa delle presenze e delle reti in nazionale ― Messico | Cronologia completa delle presenze e delle reti in nazionale ― Messico | Cronologia completa delle presenze e delle reti in nazionale ― Messico |
| Data                                                                   | Città                                                                  | In casa                                                                | Risultato                                                              | Ospiti                                                                 | Competizione                                                           | Reti                                                                   | Note                                                                   |
| ---------------------------------------------------------------------- | ---------------------------------------------------------------------- | ---------------------------------------------------------------------- | ---------------------------------------------------------------------- | ---------------------------------------------------------------------- | ---------------------------------------------------------------------- | ---------------------------------------------------------------------- | ---------------------------------------------------------------------- |
| 10-2-2016                                                              | Dallas                                                                 | Messico                                                                | 2 – 0                                                                  | Senegal                                                                | Amichevole                                                             | -                                                                      |                                                                        |
| 26-3-2016                                                              | Vancouver                                                              | Canada                                                                 | 0 – 3                                                                  | Messico                                                                | Qual. Mondiali 2018                                                    | 1                                                                      | 60’                                                                    |
| 2-6-2016                                                               | San Diego                                                              | Messico                                                                | 1 – 0                                                                  | Cile                                                                   | Amichevole                                                             | 1                                                                      | 61’                                                                    |
| 6-6-2016                                                               | Phoenix                                                                | Messico                                                                | 3 – 1                                                                  | Uruguay                                                                | Copa América Centenario                                                | -                                                                      | 56’                                                                    |
| 10-6-2016                                                              | Pasadena                                                               | Messico                                                                | 2 – 0                                                                  | Giamaica                                                               | Copa América Centenario                                                | -                                                                      | 63’                                                                    |
| 14-6-2016                                                              | Houston                                                                | Messico                                                                | 1 – 1                                                                  | Venezuela                                                              | Coppa America Centenario - 1º turno                                    | -                                                                      |                                                                        |
| 19-6-2016                                                              | Santa Clara                                                            | Messico                                                                | 0 – 7                                                                  | Cile                                                                   | Coppa America Centenario - Quarti di finale                            | -                                                                      |                                                                        |
| 7-9-2016                                                               | Città del Messico                                                      | Messico                                                                | 0 – 0                                                                  | Honduras                                                               | Qual. Mondiali 2018                                                    | -                                                                      | 46’                                                                    |
| 9-10-2016                                                              | Nashville                                                              | Messico                                                                | 2 – 1                                                                  | Nuova Zelanda                                                          | Amichevole                                                             | -                                                                      |                                                                        |
| 12-10-2016                                                             | Bridgeview                                                             | Messico                                                                | 1 – 0                                                                  | Panama                                                                 | Amichevole                                                             | -                                                                      | 46’                                                                    |
| 12-11-2016                                                             | Columbus                                                               | Stati Uniti                                                            | 1 – 2                                                                  | Messico                                                                | Qual. Mondiali 2018                                                    | -                                                                      | 73’                                                                    |
| 16-11-2016                                                             | Panama                                                                 | Panama                                                                 | 0 – 0                                                                  | Messico                                                                | Qual. Mondiali 2018                                                    | -                                                                      | 60’                                                                    |
| 8-2-2017                                                               | Whitney                                                                | Messico                                                                | 1 – 0                                                                  | Islanda                                                                | Amichevole                                                             | -                                                                      |                                                                        |
| 28-5-2017                                                              | Los Angeles                                                            | Messico                                                                | 1 – 2                                                                  | Croazia                                                                | Amichevole                                                             | -                                                                      |                                                                        |
| 9-6-2017                                                               | Città del Messico                                                      | Messico                                                                | 3 – 0                                                                  | Panama                                                                 | Qual. Mondiali 2018                                                    | 1                                                                      | 56’                                                                    |
| 12-6-2017                                                              | Città del Messico                                                      | Messico                                                                | 1 – 1                                                                  | Stati Uniti                                                            | Qual. Mondiali 2018                                                    | -                                                                      |                                                                        |
| 24-6-2017                                                              | Kazan'                                                                 | Messico                                                                | 2 – 1                                                                  | Russia                                                                 | Conf. Cup 2017 - 1º turno                                              | 1                                                                      |                                                                        |
| 29-6-2017                                                              | Soči                                                                   | Germania                                                               | 4 – 1                                                                  | Messico                                                                | Conf. Cup 2017 - Semifinale                                            | -                                                                      | 46’                                                                    |
| 2-7-2017                                                               | Mosca                                                                  | Portogallo                                                             | 2 – 1                                                                  | Messico                                                                | Conf. Cup 2017 - Finale 3º posto                                       | -                                                                      | 61’                                                                    |
| 2-9-2017                                                               | Città del Messico                                                      | Messico                                                                | 1 – 0                                                                  | Panama                                                                 | Qual. Mondiali 2018                                                    | -                                                                      | 51’                                                                    |
| 6-9-2017                                                               | San José                                                               | Costa Rica                                                             | 1 – 1                                                                  | Messico                                                                | Qual. Mondiali 2018                                                    | -                                                                      |                                                                        |
| 7-10-2017                                                              | San Luis Potosí                                                        | Messico                                                                | 3 – 1                                                                  | Trinidad e Tobago                                                      | Qual. Mondiali 2018                                                    | 1                                                                      | 56’                                                                    |
| 10-11-2017                                                             | Bruxelles                                                              | Belgio                                                                 | 3 – 3                                                                  | Messico                                                                | Amichevole                                                             | 2                                                                      |                                                                        |
| 13-11-2017                                                             | Danzica                                                                | Polonia                                                                | 0 – 1                                                                  | Messico                                                                | Amichevole                                                             | -                                                                      | 45’                                                                    |
| 24-3-2018                                                              | Santa Clara                                                            | Messico                                                                | 3 – 0                                                                  | Islanda                                                                | Amichevole                                                             | -                                                                      | 46’ 78’                                                                |
| 28-3-2018                                                              | Arlington                                                              | Messico                                                                | 0 – 1                                                                  | Croazia                                                                | Amichevole                                                             | -                                                                      |                                                                        |
| 3-6-2018                                                               | Città del Messico                                                      | Messico                                                                | 1 – 0                                                                  | Scozia                                                                 | Amichevole                                                             | -                                                                      | 73’                                                                    |
| 9-6-2018                                                               | Brøndby                                                                | Danimarca                                                              | 2 – 0                                                                  | Messico                                                                | Amichevole                                                             | -                                                                      | 57’                                                                    |
| 17-6-2018                                                              | Mosca                                                                  | Germania                                                               | 0 – 1                                                                  | Messico                                                                | Mondiali 2018 - 1º turno                                               | 1                                                                      | 66’                                                                    |
| 23-6-2018                                                              | Rostov                                                                 | Corea del Sud                                                          | 1 – 2                                                                  | Messico                                                                | Mondiali 2018 - 1º turno                                               | -                                                                      | 71’                                                                    |
| 27-6-2018                                                              | Ekaterinburg                                                           | Messico                                                                | 0 – 3                                                                  | Svezia                                                                 | Mondiali 2018 - 1º turno                                               | -                                                                      |                                                                        |
| 2-7-2018                                                               | Samara                                                                 | Brasile                                                                | 2 – 0                                                                  | Messico                                                                | Mondiali 2018 - Ottavi di finale                                       | -                                                                      |                                                                        |
| 7-9-2018                                                               | Los Angeles                                                            | Messico                                                                | 1 – 4                                                                  | Uruguay                                                                | Amichevole                                                             | -                                                                      | 72’                                                                    |
| 17-10-2018                                                             | Santiago de Querétaro                                                  | Messico                                                                | 0 – 1                                                                  | Cile                                                                   | Amichevole                                                             | -                                                                      | 82’                                                                    |
| 23-3-2019                                                              | San Diego                                                              | Messico                                                                | 3 – 1                                                                  | Cile                                                                   | Amichevole                                                             | 1                                                                      | 28’ 82’                                                                |
| 6-9-2019                                                               | East Rutherford                                                        | Stati Uniti                                                            | 0 – 3                                                                  | Messico                                                                | Amichevole                                                             | -                                                                      | 70’                                                                    |
| 10-9-2019                                                              | San Antonio                                                            | Argentina                                                              | 4 – 0                                                                  | Messico                                                                | Amichevole                                                             | -                                                                      | 71’                                                                    |
| 12-10-2019                                                             | Hamilton                                                               | Bermuda                                                                | 1 – 5                                                                  | Messico                                                                | CONCACAF Nations League 2019-2020 - 2º turno                           | 1                                                                      | 72’                                                                    |
| 16-10-2019                                                             | Città del Messico                                                      | Messico                                                                | 3 – 1                                                                  | Panama                                                                 | CONCACAF Nations League 2019-2020 - 2º turno                           | -                                                                      | 66’                                                                    |
| 14-11-2020                                                             | Wiener Neustadt                                                        | Corea del Sud                                                          | 2 – 3                                                                  | Messico                                                                | Amichevole                                                             | -                                                                      | 82’                                                                    |
| 17-11-2020                                                             | Graz                                                                   | Giappone                                                               | 0 – 2                                                                  | Messico                                                                | Amichevole                                                             | 1                                                                      | 40’ 81’                                                                |
| 27-3-2021                                                              | Cardiff                                                                | Galles                                                                 | 1 – 0                                                                  | Messico                                                                | Amichevole                                                             | -                                                                      |                                                                        |
| 30-3-2021                                                              | Wiener Neustadt                                                        | Costa Rica                                                             | 0 – 1                                                                  | Messico                                                                | Amichevole                                                             | 1                                                                      |                                                                        |
| 29-5-2021                                                              | Arlington                                                              | Messico                                                                | 2 – 1                                                                  | Islanda                                                                | Amichevole                                                             | 2                                                                      | 63’                                                                    |
| 4-6-2021                                                               | Denver                                                                 | Messico                                                                | 0 – 0 dts (5 – 4 dtr)                                                  | Costa Rica                                                             | CONCACAF Nations League 2019-2020 - Semifinale                         | -                                                                      |                                                                        |
| 7-6-2021                                                               | Denver                                                                 | Stati Uniti                                                            | 3 – 2 dts                                                              | Messico                                                                | CONCACAF Nations League 2019-2020 - Finale                             | -                                                                      | 111’                                                                   |
| 4-7-2021                                                               | Los Angeles                                                            | Messico                                                                | 4 – 0                                                                  | Nigeria                                                                | Amichevole                                                             | -                                                                      |                                                                        |
| 10-7-2021                                                              | Arlington                                                              | Messico                                                                | 0 – 0                                                                  | Trinidad e Tobago                                                      | Gold Cup 2021 - 1º turno                                               | -                                                                      | 18’                                                                    |
| 7-10-2021                                                              | Città del Messico                                                      | Messico                                                                | 1 – 1                                                                  | Canada                                                                 | Qual. Mondiali 2022                                                    | -                                                                      |                                                                        |
| 10-10-2021                                                             | Città del Messico                                                      | Messico                                                                | 3 – 0                                                                  | Honduras                                                               | Qual. Mondiali 2022                                                    | 1                                                                      | 90+2’                                                                  |
| 13-10-2021                                                             | San Salvador                                                           | El Salvador                                                            | 0 – 2                                                                  | Messico                                                                | Qual. Mondiali 2022                                                    | -                                                                      | 27’ 70’                                                                |
| 12-11-2021                                                             | Cincinnati                                                             | Stati Uniti                                                            | 2 – 0                                                                  | Messico                                                                | Qual. Mondiali 2022                                                    | -                                                                      |                                                                        |
| 16-11-2021                                                             | Edmonton                                                               | Canada                                                                 | 2 – 1                                                                  | Messico                                                                | Qual. Mondiali 2022                                                    | -                                                                      | 15’ 46’                                                                |
| 30-1-2022                                                              | Città del Messico                                                      | Messico                                                                | 0 – 0                                                                  | Costa Rica                                                             | Qual. Mondiali 2022                                                    | -                                                                      |                                                                        |
| 2-2-2022                                                               | Città del Messico                                                      | Messico                                                                | 1 – 0                                                                  | Panama                                                                 | Qual. Mondiali 2022                                                    | -                                                                      | 66’                                                                    |
| 24-3-2022                                                              | Città del Messico                                                      | Messico                                                                | 0 – 0                                                                  | Stati Uniti                                                            | Qual. Mondiali 2022                                                    | -                                                                      |                                                                        |
| 27-3-2022                                                              | San Pedro Sula                                                         | Honduras                                                               | 0 – 1                                                                  | Messico                                                                | Qual. Mondiali 2022                                                    | -                                                                      | 81’                                                                    |
| 30-3-2022                                                              | Città del Messico                                                      | Messico                                                                | 2 – 0                                                                  | El Salvador                                                            | Qual. Mondiali 2022                                                    | -                                                                      | 64’                                                                    |
| 25-9-2022                                                              | Pasadena                                                               | Messico                                                                | 1 – 0                                                                  | Perù                                                                   | Amichevole                                                             | 1                                                                      |                                                                        |
| 16-11-2022                                                             | Girona                                                                 | Messico                                                                | 1 – 2                                                                  | Svezia                                                                 | Amichevole                                                             | -                                                                      | 46’                                                                    |
| 22-11-2022                                                             | Doha                                                                   | Messico                                                                | 0 – 0                                                                  | Polonia                                                                | Mondiali 2022 - 1º turno                                               | -                                                                      |                                                                        |
| 26-11-2022                                                             | Lusail                                                                 | Argentina                                                              | 2 – 0                                                                  | Messico                                                                | Mondiali 2022 - 1º turno                                               | -                                                                      | 73’                                                                    |
| 30-11-2022                                                             | Lusail                                                                 | Arabia Saudita                                                         | 1 – 2                                                                  | Messico                                                                | Mondiali 2022 - 1º turno                                               | -                                                                      |                                                                        |
| 26-3-2023                                                              | Città del Messico                                                      | Messico                                                                | 2 – 2                                                                  | Giamaica                                                               | CONCACAF Nations League 2022-2023 - 1º turno                           | 1                                                                      |                                                                        |
| 14-10-2023                                                             | Charlotte                                                              | Messico                                                                | 2 – 0                                                                  | Ghana                                                                  | Amichevole                                                             | 1                                                                      | 62’                                                                    |
| 17-10-2023                                                             | Filadelfia                                                             | Messico                                                                | 2 – 2                                                                  | Germania                                                               | Amichevole                                                             | -                                                                      | 81’                                                                    |
| 17-11-2023                                                             | Tegucigalpa                                                            | Honduras                                                               | 2 – 0                                                                  | Messico                                                                | CONCACAF Nations League 2023-2024 - Quarti di finale                   | -                                                                      |                                                                        |
| 21-11-2023                                                             | Città del Messico                                                      | Messico                                                                | 2 – 0 dts (4 – 2 dtr)                                                  | Honduras                                                               | CONCACAF Nations League 2023-2024 - Quarti di finale                   | -                                                                      | 68’                                                                    |
| 21-3-2024                                                              | Arlington                                                              | Panama                                                                 | 0 – 3                                                                  | Messico                                                                | CONCACAF Nations League 2023-2024 - Semifinale                         | -                                                                      | 59’                                                                    |
| 24-3-2024                                                              | Arlington                                                              | Messico                                                                | 0 – 2                                                                  | Stati Uniti                                                            | CONCACAF Nations League 2023-2024 - Finale                             | -                                                                      |                                                                        |
| Totale                                                                 |                                                                        | Presenze                                                               | 70                                                                     |                                                                        | Reti                                                                   | 18                                                                     |                                                                        |

## Palmarès

### Club

#### Competizioni nazionali
- Campionato messicano: 1

Pachuca: Clausura 2016
- Campionato olandese: 2

PSV Eindhoven: 2017-2018, 2023-2024
- Coppa Italia: 1

Napoli: 2019-2020
- Campionato italiano: 1

Napoli: 2022-2023

#### Competizioni internazionali
- CONCACAF Champions League: 1

Pachuca: 2016-2017

### Nazionale
- Campionato CONCACAF Under-20: 1

2015

### Individuale
- Capocannoniere del Campionato CONCACAF Under-20: 1

2015 (5 gol)
- Capocannoniere della CONCACAF Champions League: 1

2016-2017 (8 gol)
- Squadra maschile CONCACAF del decennio 2011-2020 IFFHS: 1

2020